# Pentaschistis insularis
Pentaschistis insularis là một loài thực vật có hoa trong họ Hòa thảo. Loài này được (Hemsl.) H.P.Linder mô tả khoa học đầu tiên năm 1990.